# Stuberra
Styberra (in greco antico: Στύμβαρα), nota anche come Stuberra (Στυβέρρα) o Stubera, era una città al confine con la Macedonia, che viene assegnata da alcuni alla Deuriopus, e da altri alla Pelagonia. Nella campagna del 200 aC fu il terzo accampamento del console Sulpicio durante la prima guerra di Macedonia. Fu anche teatro di azioni durante la terza guerra macedone.
Il sito di Styberra è vicino alla moderna Prilep, nella Macedonia del Nord.